# Omar Sosa
Omar Sosa est un pianiste et compositeur cubain né à Camagüey le 10 avril 1965.

## Biographie
Il étudie très tôt les percussions puis le piano, au sein de l'École nationale de musique de La Havane, avant d'entrer à l'Institut supérieur d'art. À Cuba, il travaillera avec Vicente Feliu et Xiomara Laugart avant d'aller vivre en Équateur, à San Francisco puis à Barcelone et Minorque.
Omar Sosa est un créateur qui trouve son inspiration dans la musique traditionnelle cubaine (santeria, yoruba...), dans le jazz le plus contemporain, le hip-hop ou encore la musique arabe ou africaine.
Omar Sosa a été nommé 4 fois aux Grammy Awards.

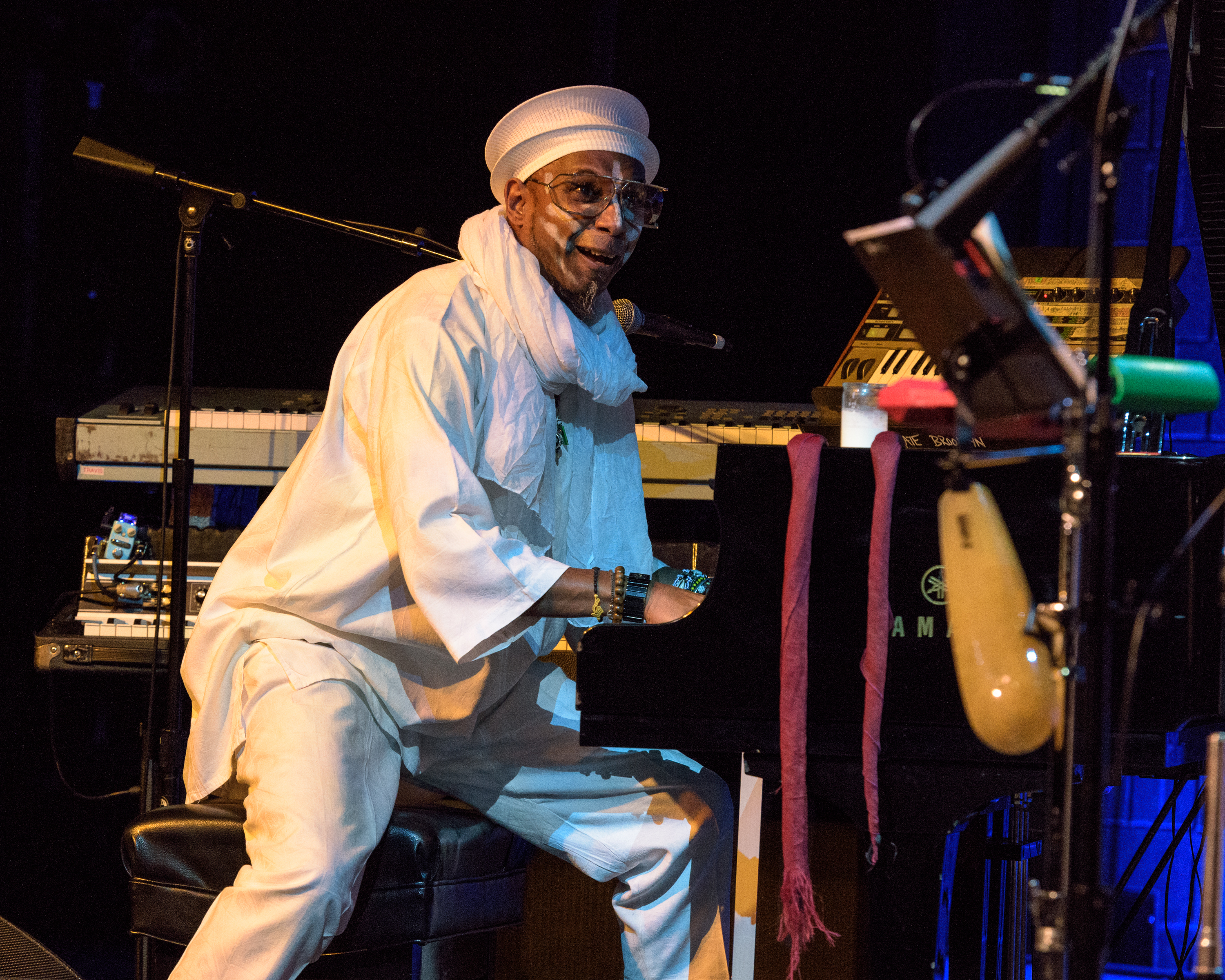
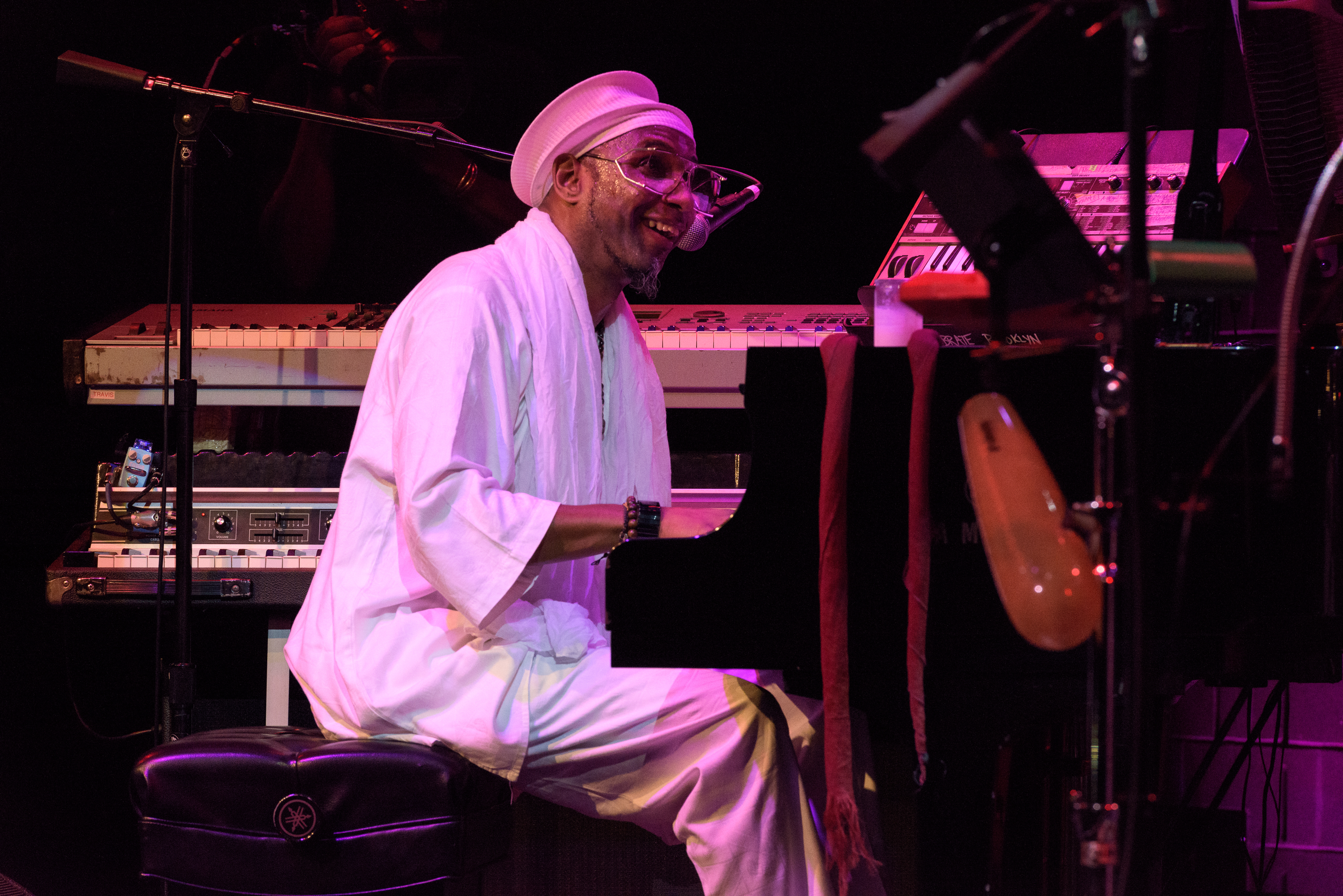

## Discographie
Albums
- Omar Omar (1997)
- Free Roots (1997)
- Nfumbe (1998)
- Spirit of the Roots (1999)
- Inside (1999)
- Bembon (2000)
- Prietos (2001)
- Sentir (2002) avec Houssaine Kili, Martha Galarraga
- Ayaguna (2003)
- A New Life (2003)
- Pictures of Soul (2004)
- Nfumbe for the unseen (2004)
- Aleatoric EFX (2004)
- Mulatos (2004)
- Ballads (2005)
- Mulatos Remix (2006)
- Live à FIP (2006)
- Promise (2007)
- D.O. - A Day Off (2007)
- Afreecanos (2008)
- Across the divide (2009)
- Spirit of the roots (2010)
- Ceremony (2010) avec le NDR bigband
- Calma (World Village/Harmonia Mundi, 2011)
- Alma (2012 - Bonsaï Music) - avec Paolo Fresu et Jacques Morelenbaum
- Isolanos (2012)
- Eggūn (2013) The Afri-Lectric Experience
- Senses (2014) piano solo
- Ilé[4] (2015) avec le Quarteto AfroCubano
- Eros (2016) avec Paolo Fresu, Natacha Atlas et Jacques Morelenbaum
- Transparent Water (2017) avec Seckou Keita et Gustavo Ovalles
- Es:sensual (2018) avec NDR bigband et Jacques Morelenbaum
- Aguas (2018), avec Yilian Cañizares (violon et chant)[5]
- 2021 [6]An East African Journey
- Omar Sosa's 88 Well-Tuned Drums, album reprenant la bande son du documentaire [7](2024)